# Шрусбери (Массачусетс)
Шрусбери (англ. Shrewsbury) — город в округе Вустер в Массачусетсе в Соединённых Штатах Америки. Зарегистрирован в 1727 году. 
Согласно переписи населения США 2020 года, население составляло города 38 325 человек.

## История
Город стоит на неровной и холмистой местности, прорезанной рядом небольших ручьёв, обеспечивающих несколько небольших гидроэлектростанций.
В 1664 году вождь коренных американцев Питер Джетро и другие индейцы-нипмуки продали землю вокруг озера Куинсигамонд европейским поселенцам. Поселенцы в основном приезжали из Садбери и Марлборо, а первым постоянным поселенцем стал Гершам Уилок (англ. Gersham Wheelock ) в 1720 году. 

Куинсигамонд
на открытке XIX века

В 1722 году колонисты дали поселению название Шрусбери в честь главного города английского графства Шропшир, а пять лет спустя город был зарегистрирован официально.
В XIX веке Шрусбери процветал благодаря своей близости к столице округа и туристам, приезжающим на живописное озеро Куинсигамонд.
По решению жителей город управляется в соответствии с системой представительных городских собраний Новой Англии, возглавляемой городским управляющим и пятью членами избранного совета.
В 1953 году мощный торнадо унёс жизни двенадцати горожан и причинил значительный ущерб зданиям и инфраструктуре Шрусбери.